# Eparchie Saint-Sauveur de Montréal
Die Eparchie Saint-Sauveur de Montréal (lateinisch Eparchia Sanctissimi Salvatoris Marianopolitansis Graecorum Melkitarum Catholicorum) ist eine mit der römisch-katholischen Kirche unierte melkitische Eparchie mit Sitz in Montréal.

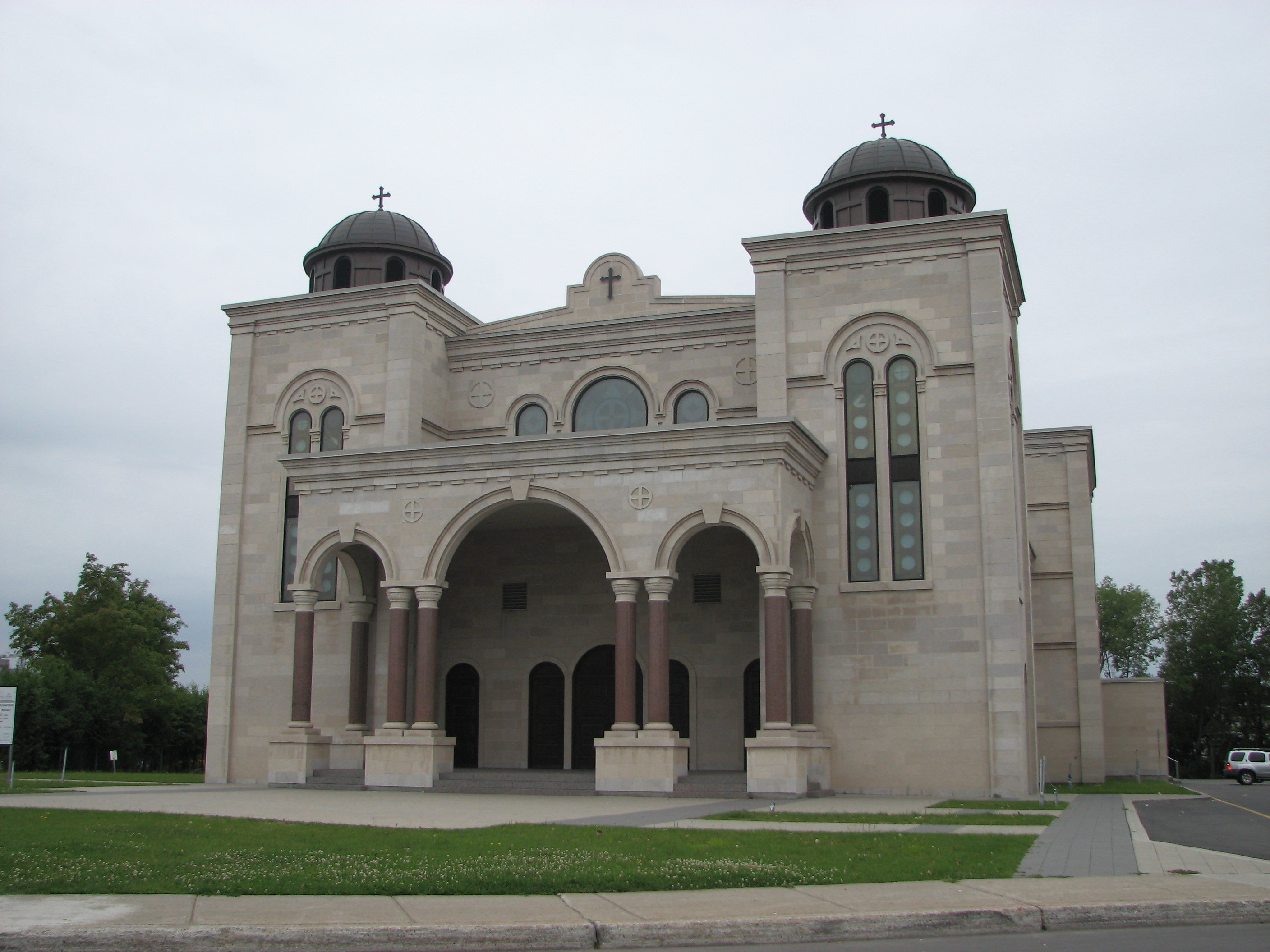
Cathédrale de Saint-Sauveur

## Geschichte
Papst Paul VI. gründete mit der Apostolischen Konstitution Qui benignissimo das Apostolische Exarchat Kanada am 9. April 1968. Mit der Apostolischen Konstitution Beati Petri wurde es am 1. September 1984 von Papst Johannes Paul II. zur Eparchie erhoben und erhielt den heutigen Namen. Die Eparchie ist für alle in Kanada lebenden Christen der Melkitischen Griechischen-Katholischen Kirche zuständig. In Kanada leben etwa 39 000 melkitische Christen. 
Der Name der Eparchie leitet sich von der französischen Namensgebung ab, Saint-Sauveur steht für den „Erlöser“.

## Gemeinden und Orden
Zur Eparchie gehören die Pfarrgemeinden in Québec, Ottawa, Toronto und Vancouver, dazu gehören ebenfalls die Ordensprovinzen vom „Militärischen und Hospitalischen Orden des Heiligen Lazarus von Jerusalem“ und die kanadische Statthalterei des  Patriarchalischen Ordens vom Heiligen Kreuz zu Jerusalem.  

## Ordinarien

### Apostolischer Exarch von Kanada
- Michel Hakim BS (13. Oktober 1980 – 1. September 1984)

### Bischöfe von Saint-Sauveur de Montréal
- Michel Hakim BS (1. September 1984 – 30. Juni 1998)
- Sleiman Hajjar BS (10. Juli 1998 – 10. März 2002)
- Ibrahim Michael Ibrahim BS (18. Juni 2003 – 26. Juni 2021, dann Erzbischof von Zahlé und Furzol)
- Milad Jawish BS (seit 18. September 2021)